# Alexia Țalavutis
Alexia Maria Țalavutis (n. 27 mai 1990, Constanța, România) este o cântăreață, dansatoare, prezentatoare de emisiuni de radio și actriță de televiziune română, cel mai bine cunoscută publicului larg din România ca membră a formației Lala Band și interpretă a personajului Monica Bora din serialul de televiziune Pariu cu viața, realizat și difuzat de canalul de televiziune Pro TV.